# Yan postérieur

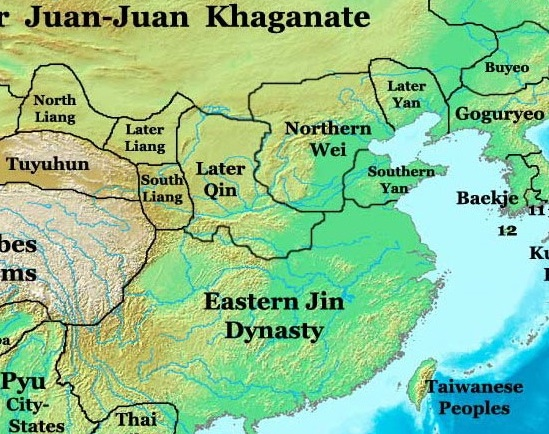
Le Yan postérieur et ses voisins en 400

Le Yan postérieur ((zh); 384-407 ou 409) était un état xianbei (plus précisément murong) de la période des Seize Royaumes situé dans le nord actuel de la Chine.
Tous les dirigeants du Yan postérieur se déclaraient empereurs.

## Les dirigeants du Yan postérieur
| Nom de temple | Nom posthume           | Nom de famille et prénom                                  | Durées de règne | Ères et durées respectives                                      |
| --- | ---------------------- | --------------------------------------------------------- | --------------- | --------------------------------------------------------------- |
| Convention chinoise : nom de famille puis prénom |                        |                                                           |                 |                                                                 |
| Shizu (世祖 Shìzǔ) | Wucheng (武成 Wǔchéng) | 慕容垂 Mùróng Chuí (en)                                   | 384-396         | Yanwang (燕王 Yànwáng) 384-386 Jianxing (建興 Jiànxīng) 386-396 |
| Liezong (烈宗 Lièzōng) | Huimin (惠愍 Huìmǐn)   | 慕容寶 Mùróng Bǎo (en)                                    | 396-398         | Yongkang (永康 Yǒngkāng) 396-398                                |
| Inconnu | Inconnu                | 蘭汗/兰汗 Lán Hàn (en)                                    | 398             | Qinglong (青龍/青龙 Qīnglóng) 398                               |
| Zhongzong (中宗 Zhōngzōng) | Zhaowu (昭武 Zhāowǔ)   | 慕容盛 Mùróng Shèng                                       | 398-401         | Jianping (建平 Jiànpíng) 398 Changle (長樂 Chánglè) 399-401     |
| Inconnu | Zhaowen (昭文 Zhaowén) | 慕容熙 Mùróng Xī (en)                                     | 401-407         | Guangshi (光始 Guāngshǐ) 401-406 Jianshi (建始 Jiànshǐ) 407     |
| Inconnu | Huiyi (惠懿 Huìyì)     | 慕容雲/慕容云 Mùróng Yún (zh)1 ou 高雲/高云 Gāo Yún (zh)1 | 407-409         | Zhengshi (正始 Zhèngshǐ) 407-409                                |
| 1 Le nom de famille de Gao Yun a été changé en Murong Yun lors de son adoption par la famille royale. On considère la disparition du Yan postérieure selon que l'on considère ou non Murong Yun comme l'un de ses dirigeants. |                        |                                                           |                 |                                                                 |